# برج تريليك
برج تريليك هو مبنى برجي مدرج من الدرجة الثانية في عقار شلتنهام في كنسال غرين لندن وتم افتتاحه في عام 1972 وكان بتكليف من مجلس لندن الكبرى وتم تصميمه على الطراز الوحشي من قبل المهندس المعماري إرنو غولدفينجر كان من المقرر أن يحل البرج محل أماكن الإقامة الاجتماعية التي عفا عليها الزمن وتم تصميمه كمتابعة لبرج بالفرون السابق في جولدفينجر في شرق لندن كان آخر مشروع كبير عمل عليه  وتضمن العديد من التصاميم الموفرة للمساحة إلى جانب برج وصول منفصل يحتوي على غرفة مصنع.
بحلول الوقت الذي اكتمل فيه البناء ، كانت ناطحات السحاب والعمارة الوحشية قد توقفت عن الاستخدام وأصبحت نقطة جذب للجريمة والتخريب والمخدرات والدعارة. تم اتخاذ تدابير أمنية وأدى استخدام خدمات الكونسيرج إلى الحد من الجريمة. في التسعينيات ، أصبح البرج مكانًا مرغوبًا للعيش فيه ، وعلى الرغم من أنه لا يزال يحتوي بشكل أساسي على المساكن الاجتماعية ، إلا أن الطلب على السكن ظل مرتفعًا ، وباعتباره معلمًا محليًا ، فقد تم تصنيفه على أنه من الدرجة الثانية منذ عام 1998، واحتفظ بواجهته الخرسانية المميزة نتيجة لذلك وقد اندلع حريق في عام 2017 ، لكن الهيكل الخرساني يعني أن الضرر كان محدودا، على عكس برج غرينفيل القريب ظهر برج تريليك في السينما والتلفزيون عدة مرات

## الموقع
يقع برج تريليك على ضيعة شلتنهام في طريق غولبورن، ومدينة كنسال، وحي كنسينغتون الملكي، وتشيلسي (RBKC). يحدها من الشمال والشرق قناة الاتحاد الكبرى ومن الجنوب الطريق الغربي A40 والخط الرئيسي الغربي العظيم المؤدي من محطة بادينغتون في لندن([5]). 1]
أقرب المحطات هي Kensal Green (خط Bakerloo و London Overground) و Ladbroke Grove و Westbourne Park (خطوط Circle and Hammersmith & City). 2] يخدم البرج طريق حافلات لندن رقم 23. 3]

## التصميم

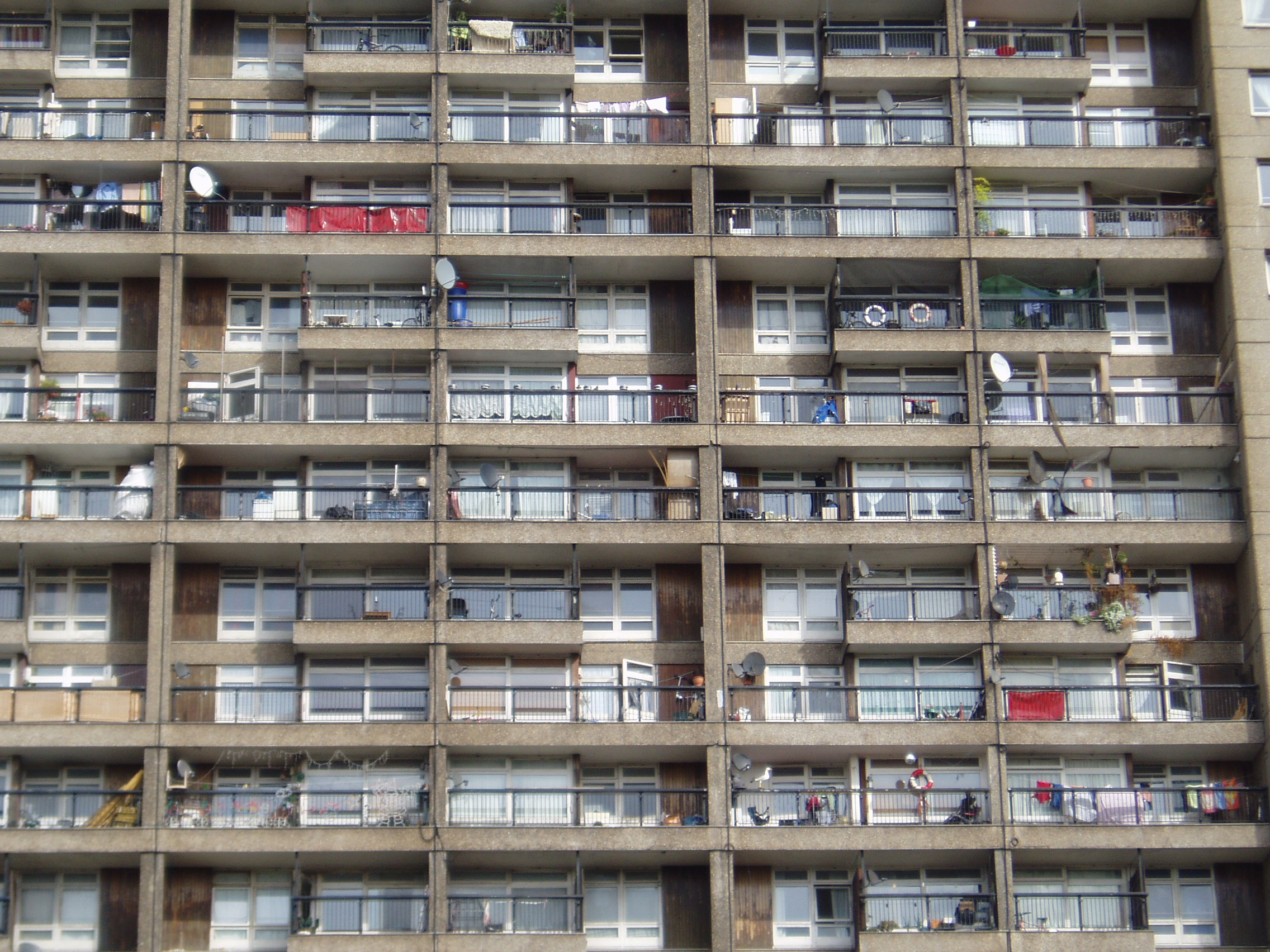
تحتوي جميع الشقق في برج تريليك على شرف ونوافذ كبيرة للسماح بدخول أكبر قدر ممكن من ضوء الشمس.

يبلغ طول البرج 98 مترا (322 قدما)[4] (120 مترا (394 قدما) بما في ذلك سارية الاتصالات)  وهو مبنى مدرج من الدرجة الثانية   يستند التصميم إلى برج بالفرون السابق والأصغر قليلا في الحور شرق لندن  لديها مظهر طويل ورقيق ومع مصعد منفصل وبرج خدمة مرتبط في كل طابق ثالث بممرات الوصول في المبنى الرئيسي الذي يحتوي بشكل عام على 31 طابقا تحتوي الشقق فوق وتحت مستويات الممر على سلالم داخلية، في حين أن الطابقين 23 و 24 يتم تناولهما بواسطة انقسامات مقسمة على الطابقين وعموما يحتوي المبنى على 217 مسكنا وكان مملوكا في الأصل لشركة GLC مع استئجار الشقق كشقق للمجلس تحتوي جميع الشقق على شرفات و يحتوي المبنى الآخر الذي يحتوي على متاجر ووسائل راحة، على سبعة طوابق.
يحتوي برج الخدمة على طابقين إضافيين أعلى من المبنى الرئيسي والذي يتضمن غرفة مصنع إسقاط تحتوي على نظام التدفئة الرئيسي وهي مرتبطة بالكامل بالسلالم بالإضافة إلى المصاعد ولديها أيضا آلية شلال القمامة وتقع غالبية المصنع وخزان المياه الساخنة في غرفة المصنع مما يقلل من الحاجة إلى المضخات ويقلل من كمية الأنابيب اللازمة و تعمل الأنابيب الأقصر أيضا على تقليل فقد الحرارة وقد أصبحت الغلايات التي تعمل بالنفط المستخدمة في الأصل قديمة بسبب أزمة النفط عام 1973 بعد عام من افتتاح البرج و تحتوي الشقق الآن على سخانات كهربائية ولا تزال غرفة المصنع، على الرغم من عدم استخدامها تضم معظم الآلية البائدة الآن.
صمم الإصبع الذهبي كتلة البرج بأكملها على ورق الجزار. خطط لمناطق مشتركة مختلفة، ووضع عمدا اختلافات طفيفة في الهيكل بحيث تبدو كل شقة مختلفة   أدرج عددا من التصاميم الموفرة للمساحة مثل استخدام أبواب منزلقة للوصول إلى الحمامات ومفاتيح الإضاءة المدمجة في محيط الباب و تحتوي جميع الشقق على نوافذ كبيرة تواجه الشرفات من أجل السماح بدخول أكبر قدر ممكن من الضوء الطبيعي بالإضافة إلى الإقامة السكنية هناك مجموعة متنوعة من المتاجر والمكاتب ومركز للشباب  طوال الوقت وتم استخدمت مواد عالية الجودة في البناء بما في ذلك تركيبات أفضل وتشطيب الشرفات بخشب الأرز الذي كان القصد منه أن يكون مثالا جيدا على الإقامة الاجتماعية إلى جانب التصميم الحديث. [12]

## التاريخ

### التخطيط

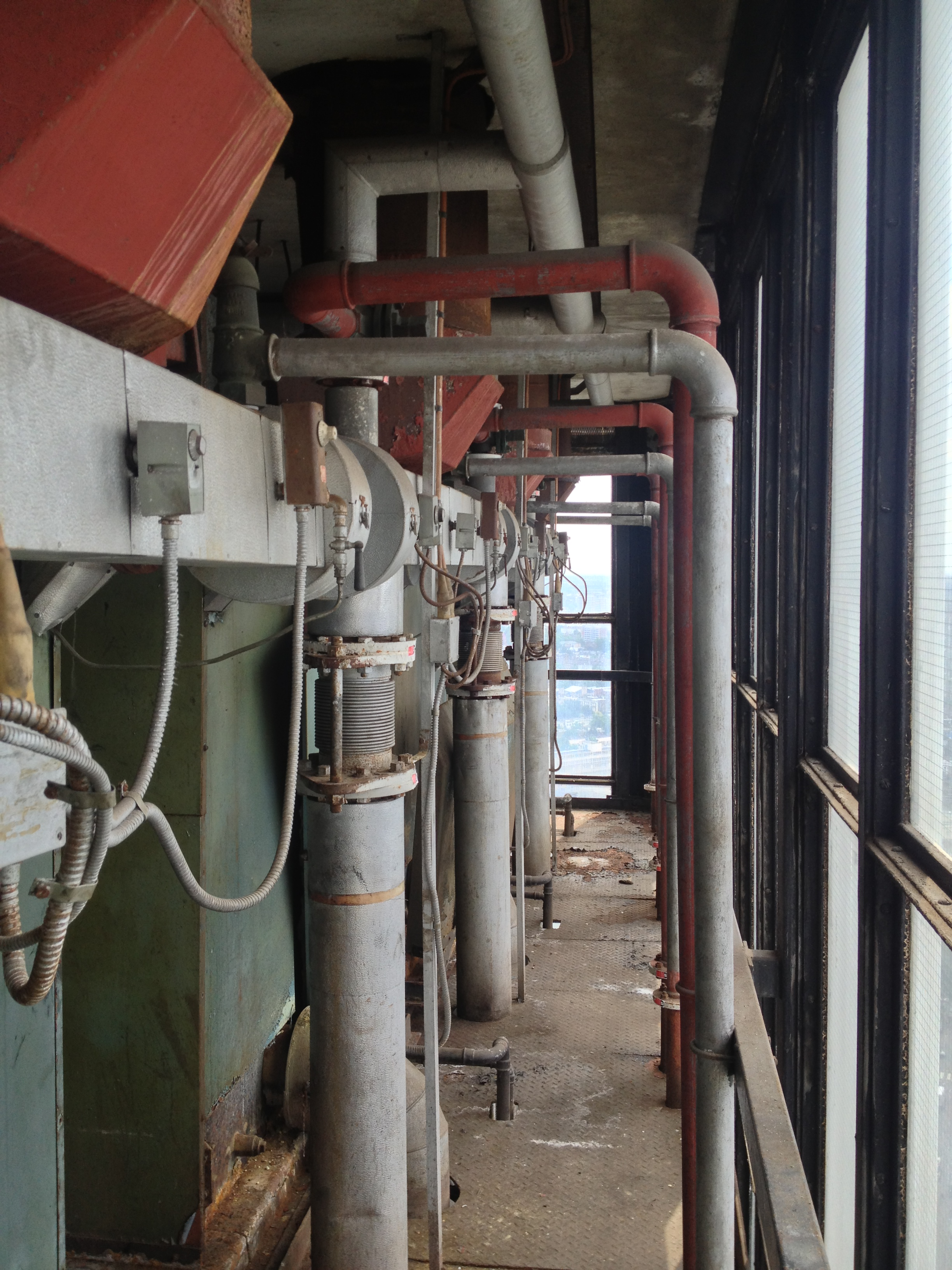
داخل غرفة النبات في برج تريليك

بدأ بناء برج تريليك في عام 1968 من أجل استبدال المساكن الفيكتورية المحلية دون المستوى المطلوب وكان البرج واحدا من العديد من هذه المباني، وتم الترحيب به في البداية كوسيلة لحل أزمات الإسكان بعد الحرب العالمية الثانية وقال الإصبع الذهبي: «إن الهدف الكامل للبناء العالي هو تحرير الأرض للأطفال والكبار للاستمتاع بأمنا الأرض وعدم تغطية كل شبر بالطوب وقذائف الهاون».[15]
وقد شجع مجلس مقاطعة لندن (LCC) الإصبع الذهبي على بناء برج تريليك بعد نجاح برج بالفرون و الذي تم تشغيله في عام 1963 وافتتح بعد أربع سنوات  استلهمه من بالفرون حيث انتقل إلى إحدى الشقق من أجل تجربة كيف ستكون الحياة للمستأجرين ودعا السكان إلى حفلات كوكتيل منتظمة لإخباره بأمثالهم وما لا يعجبهم تم دمج هذه التعليقات في تصميم برج تريليك  استقر العديد من المهاجرين من جزر الهند الغربية ومنطقة البحر الكاريبي في برج تريليك كما كان واحدا من الأماكن القليلة بأسعار معقولة للعيش في لندن وافتتح البرج في 28 حزيران/يونيه 1972 وبلغت تكاليف البناء 2.4 مليون جنيه إسترليني وكان آخر مشروع كبير عمل عليه غولدفينجروقد عانت سمعته حيث أصبحت الأبراج الخرسانية غير عصرية وتوفي في عام 1987 قبل استعادتها.

### الانخفاض
بحلول الوقت الذي افتتح فيه برج تريليك أصبحت الأبراج الشاهقة غير عصرية تم استبدال LCC بمجلس لندن الكبير (GLC) بحلول الوقت الذي بدأ فيه البناء و الذي وضع قيودا مالية أكثر صرامة على البناء على المشروع  وبعد وقت قصير من اكتماله تم نقل المبنى إلى المجلس المحلي ل RBKC و كان الإصبع الذهبي ينوي فحص المستأجرين للتأكد من ملاءمتهم وقدم التماسا إلى GLC للحصول على الأمن المناسب للمبنى وبواب لكن المجلس رفض طلبه وهذا يعني أن المبنى كان مفتوحا وأن النائمين ومجرمي المخدرات يقيمون في ممراته وقد تم تخريب غرف التجفيف في الطابق الأرضي التي صممها جولدفينجر لمنع المستأجرين من تعليق الغسيل على الشرفات قبل فتح البرج.
وبحلول أواخر السبعينيات كان برج تريليك مسرحا للجريمة والسلوك المعادي للمجتمع وكان العديد من المستأجرين مترددين جدا في الانتقال وفي إحدى المرات أطلق المخربون طفاية حريق في الطابق الثاني عشر حيث غمرت المياه من نظام الرش المصاعد وتركت البرج بدون كهرباء أو حرارة أو مياه جارية خلال فترة عيد الميلاد وتم أجبر أحد المتقاعدين على استخدام الدرج بعد أن خرجت جميع المصاعد عن النظام  و انهارت وتوفيت وفي الطابق الخامس عشرتم جر امرأة تبلغ من العمر 27 عاما من إحدى المصاعد واغتصبت وأصبح البرج يلقب ب «برج الإرهاب» وحاول السكان إعادة إسكانهم  وأنفقت GLC أكثر من 300،000 جنيه إسترليني على نظام الاتصال الداخلي والإصلاحات الكهربائية بالجملة ولكن مشاكل الموثوقية والإدارة جعلتها تؤدي إلى نتائج عكسية. 
في عام 1982  قتل رجل بعد القفز من أعلى برج تريليك عندما فشلت مظلته في الفتح و كان عضوا في مجموعة من المتحمسين الرياضيين الخطرين الذين كانوا مهتمين بالقفز الأساسي أدانت جمعية المظلات البريطانية هذا الإجراء.

### إعادة الاحياء

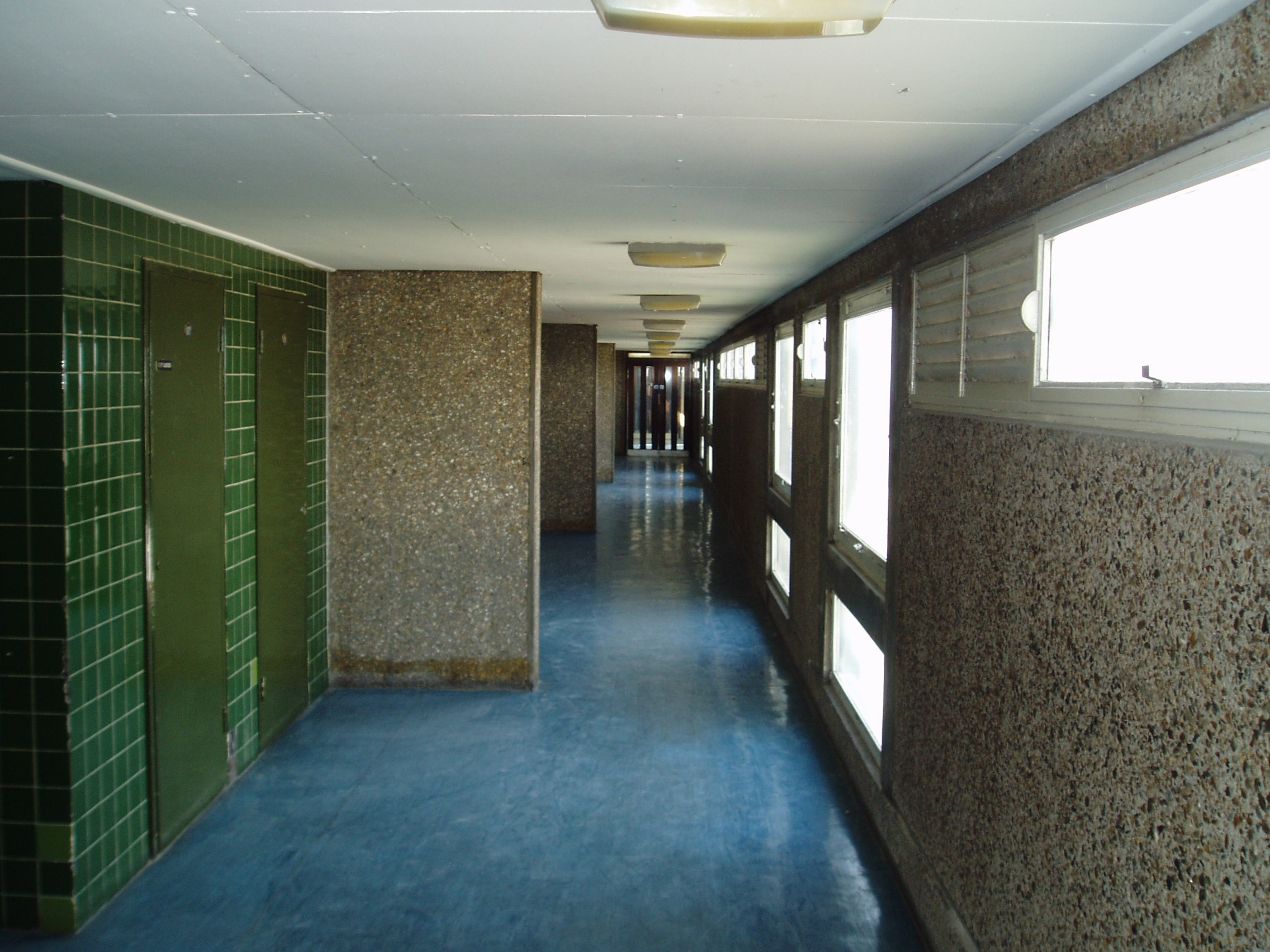
أحد الممرات الداخلية لبرج تريليك

مع إدخال منازل المجلس «الحق في الشراء» تم شراء العديد من الشقق من قبل مستأجريها  في 8 أكتوبر 1984 تم تشكيل جمعية جديدة للمقيمين ونتيجة لضغوط الركاب تم تركيب العديد من التحسينات الأمنية بما في ذلك نظام الاتصال الداخلي لدخول الباب وتم استئجار بواب في عام 1987 وفي عام 1994 اختار السكان في البرج إلى جانب مقيمين آخرين في ممتلكات مجلس كنسينغتون وتشيلسي، الإدارة الذاتية للممتلكات من أجل تجنب زيادة الإيجارات والتهديد بالإخلاء.
وأضيفت أربعة أجهزة إرسال تلفزيونية منخفضة الطاقة مزودة بهوائيات إلى معدات الاتصالات فوق برج الرفع في ديسمبر 1989 لحل مشاكل الاستقبال لبعض سكان المقاطعات المجاورة بما في ذلك نوتينغ هيل و وستبورن غروف الذي يشار إلى تركيب جهاز الإرسال من قبل هيئة الإذاعة البريطانية و أوفر كوم  باسم «مدينة كينسال» 
في عام 1991 قدم ساند هلسيل، أستاذ الهندسة المعمارية في معهد ماساتشوستس للتكنولوجيا فيلما وثائقيا لهيئة الإذاعة البريطانية يشيد فيه ببرج تريليك مما ساعد على تغيير الرأي العام لصالحه وأصبح البرج فيما بعد أكثر احتراما بسبب موقعه في نوتينغ هيل وتحسين طريق غولبورن وارتفعت أسعار العقارات وأصبحت الشقق في البرج تعتبر مساكن مرغوبة للغاية؛ وبدأ نشر طلبات بيع الشقق على لوحة الإعلانات المشتركة للبرج وبحلول عام 1999، يمكن بيع شقة في البرج بمبلغ 150،000 جنيه إسترليني (266،000 جنيه إسترليني اعتبارا من عام 2020)في عام 2013، تم السماح بشقة من ثلاث غرف نوم (مع إطلالات من ثلاثة جوانب) مقابل 2600 جنيه إسترليني والبرج نفسه هو معلم محلي وحصل على قائمة من الدرجة الثانية في عام 1998، والتي شملت المبنى الرئيسي والصف المجاور من المحلات التجارية ووسائل الراحة يتضمن أيضا جراحة الطبيب مع واجهة المتجر الأصلية والتخطيط ولا تزال معظم الشقق مسكنا اجتماعيا ولكن أقلية كبيرة أصبحت الآن مملوكة للقطاع الخاص.[19]
في 19 أبريل 2017، اشتعلت النيران في الطوابق العليا من البرج، ويعتقد أنها بدأت بسيجارة مهملة و لم تكن هناك إصابات وكانت الحالة المدرجة في المبنى تعني أنه لا يمكن تغطية الواجهة الخرسانية، والتي يعتقد أنها حالت دون نشوب حريق أسوأ بكثير على غرار برج غرينفيل الذي حدث بعد بضعة أشهر.

### خطط إعادة التطوير
اعتبارا من عام 2021 كان هناك خطط لهدم المباني المجاورة وتغيير المناطق المحيطة المباشرة للبرج على نطاق واسع، بما في ذلك عن طريق إضافة مبنى مكون من ستة عشر طابقا بزاوية قائمة مباشرة إلى البرج و وصفت المؤسسة الخيرية المدينة المفتوحة الخطط بأنها «الأحدث في برنامج مستمر للهدم التدريجي لعقارة الإسكان الاجتماعي المشهورة عالميا في غولدفينجر والتي شهدت بالفعل هدم دار إدنهام للرعاية السكنية في الحي»، مضيفة البرج إلى قائمة «المباني المعرضة للخطر» وستشمل الخطط أيضا تدمير جدار الكتابة على الجدران، وبدأت حملة لمعارضة المخطط.

## المراجع الثقافية

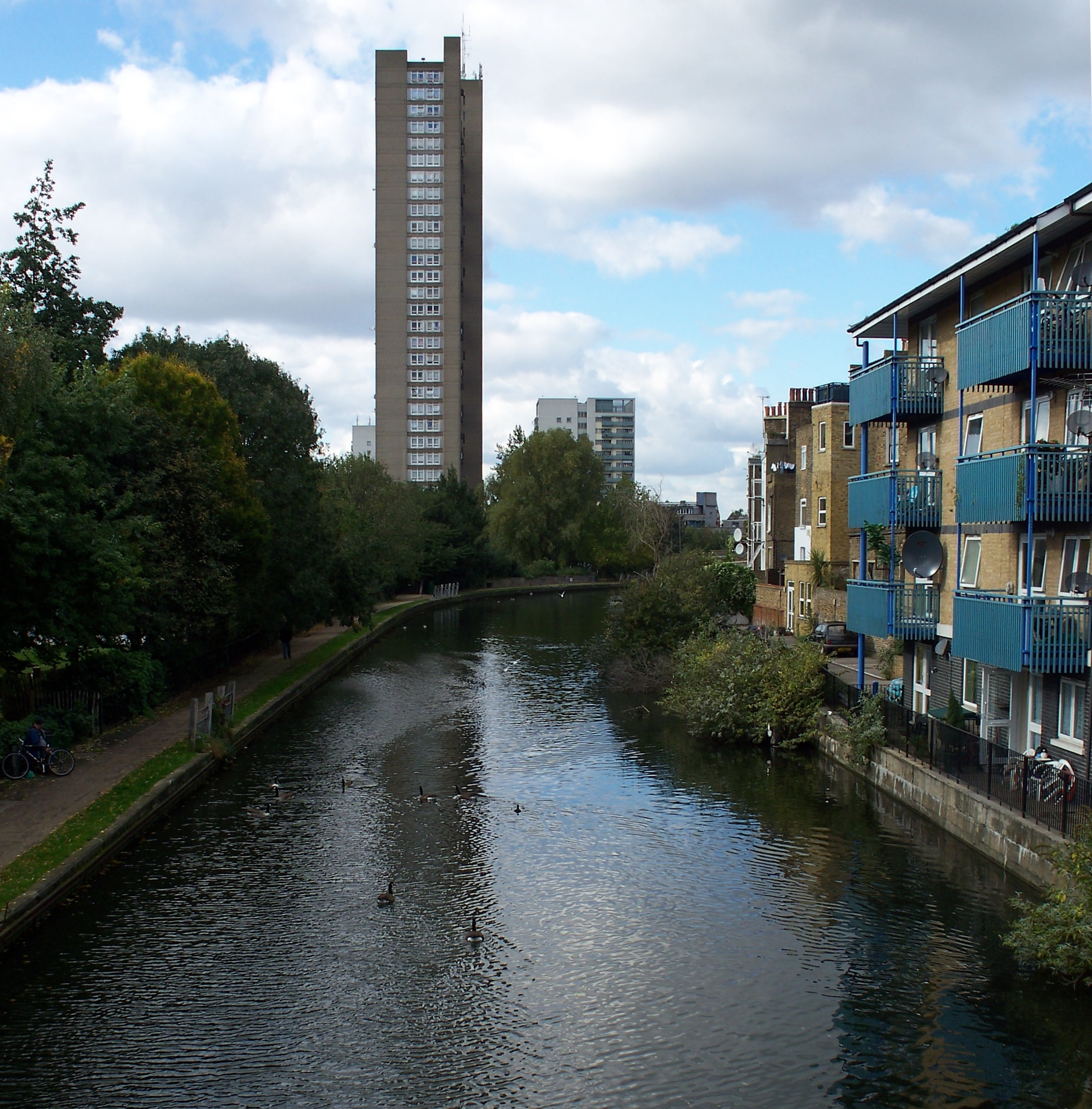
برج تريليك كما موضح من ويستبورن بارك